# Puchar Brazylii w piłce siatkowej mężczyzn
Puchar Brazylii w piłce siatkowej mężczyzn (pt. Copa Brasil de Voleibol Masculino) – cykliczne rozgrywki w piłce siatkowej organizowane przez Confederação Brasileira de Voleibol (CBV). 
Rozgrywki o siatkarski Puchar Brazylii rozgrywany był od 2007 roku. Pierwszym zwycięzcą tych rozgrywek został klub Floripa Esporte Clube, który w swojej historii sięgnął po to trofeum 1 raz.

## System rozgrywek
W rozgrywkach bierze udział 18 zespołów. Przechodząc przez kolejne etapy: kwalifikacje, ćwierćfinał, półfinał i finał. Nie jest rozgrywany mecz o 3. miejsce. 

## Triumfatorzy
| Sezon     | Miejsce finału | Zwycięzca             | Wynik finału                            | Finalista                             |
| --------- | -------------- | --------------------- | --------------------------------------- | ------------------------------------- |
| 2007/2008 | Joinville      | Floripa Esporte Clube | 3:2 (26:28, 25:17, 25:21, 28:30, 15:7)  | Minas Tênis Clube                     |
| 2008-2013 |                |                       |                                         |                                       |
| 2013/2014 | Maringá        | Sada Cruzeiro Vôlei   | 3:2 (21:17, 15:21, 16:21, 21:15, 23:21) | SESI São Paulo                        |
| 2014/2015 | Campinas       | Funvic Taubaté        | 3:0 (25:17, 25:21, 25:20)               | Brasil Kirin Campinas                 |
| 2015/2016 | Campinas       | Sada Cruzeiro Vôlei   | 3:1 (24:26, 25:16, 25:21, 25:20)        | Brasil Kirin Campinas                 |
| 2016/2017 | Campinas       | Funvic Taubaté        | 3:0 (25:18, 25:21, 30:28)               | SESI São Paulo                        |
| 2017/2018 | São Paulo      | Sada Cruzeiro Vôlei   | 3:2 (25:23, 20:25, 25:17, 29:31, 15:9)  | SESI São Paulo                        |
| 2018/2019 | Lages          | Sada Cruzeiro Vôlei   | 3:0 (29:27, 25:22, 25:22)               | Minas Tênis Clube                     |
| 2019/2020 | Jaraguá do Sul | Sada Cruzeiro Vôlei   | 3:0 (25:23, 25:22, 25:12)               | SESI São Paulo                        |
| 2020/2021 | Saquarema      | Sada Cruzeiro Vôlei   | 3:2 (25:23, 31:29, 18:25, 27:29, 15:13) | Funvic Taubaté                        |
| 2021/2022 | Blumenau       | Minas Tênis Clube     | 3:0 (25:18, 25:15, 25:21)               | Vôlei Renata Campinas                 |
| 2022/2023 | Jaraguá do Sul | Sada Cruzeiro Vôlei   | 3:0 (25:18, 25:21, 25:23)               | Farma Conde/Vôlei São José dos Campos |
| 2023/2024 | São José       | Sada Cruzeiro Vôlei   | 3:0 (25:23, 25:18, 25:17)               | Vedacit/Vôlei Guarulhos               |
| 2024/2025 | São José       | Minas Tênis Clube     | 3:2 (26:28, 23:25, 25:21, 25:18, 16:14) | Joinville Vôlei                       |

## Bilans klubów
| Lp. | Klub                                        | 1. miejsce | 2. miejsce |
| --- | ------------------------------------------- | ---------- | ---------- |
| 1.  | Sada Cruzeiro Vôlei                         | 8          | 0          |
| 2.  | Minas Tênis Clube                           | 2          | 2          |
| 3.  | Funvic Taubaté                              | 2          | 1          |
| 4.  | Floripa Esporte Clube                       | 1          | 0          |
| 5.  | SESI São Paulo                              | 0          | 4          |
| 6.  | Brasil Kirin Campinas/Vôlei Renata Campinas | 0          | 3          |
| 7.  | Farma Conde/Vôlei São José dos Campos       | 0          | 1          |
| 8.  | Vedacit/Vôlei Guarulhos                     | 0          | 1          |
| 9.  | Joinville Vôlei                             | 0          | 1          |